# Trejsi Sejdini
Trejsi Sejdini (Elbasan, 30 mei 2000)  is een Albanese model en influencer. Ze werd in 2018 verkozen tot Miss Universe Albania. In dat jaar vertegenwoordigde ze haar land ook tijdens de Miss Universe.

## Biografie
Sejdini werd geboren in Elbasan, de qua inwoneraantal derde  stad van Albanië. Sejdini nam op 16-jarige leeftijd deel aan de Miss Universe Albania 2016, maar won deze editie niet. Ze werd twee jaar later wel de winnaar van de Miss Universe Albania 2018 verkiezing. Ze figureerde in deze periode ook in videoclips van Albanese artiesten. Hierna werd ze influencer op social media waarna haar naamsbekendheid groeide. Ze stapte hierdoor de amusementsindustrie van Albanië in en verscheen sindsdien in verschillende populaire Albanese televisieprogramma's.

## Trivia[1]
- Sejdini is woonachtig in de Albanese hoofdstad Tirana.
- Naast Albanees spreekt Sejdini Engels, Frans en Italiaans.
- Sejdini studeerde wiskundige natuurkunde.